# De Janeiro

## Il Brano
De Janeiro è il secondo brano musicale del progetto R.I.O. di Manuel "Manian" Reuter e Yann Pfeiffer, cantata da Tony T.